# Ponte Mammolo (ponte)
Ponte Mammolo è un ponte di Roma sul fiume Aniene attraversato dalla via Tiburtina, nella Riserva naturale Valle dell'Aniene, tra i quartieri Pietralata e Ponte Mammolo e la zona Tor Cervara.

## Storia

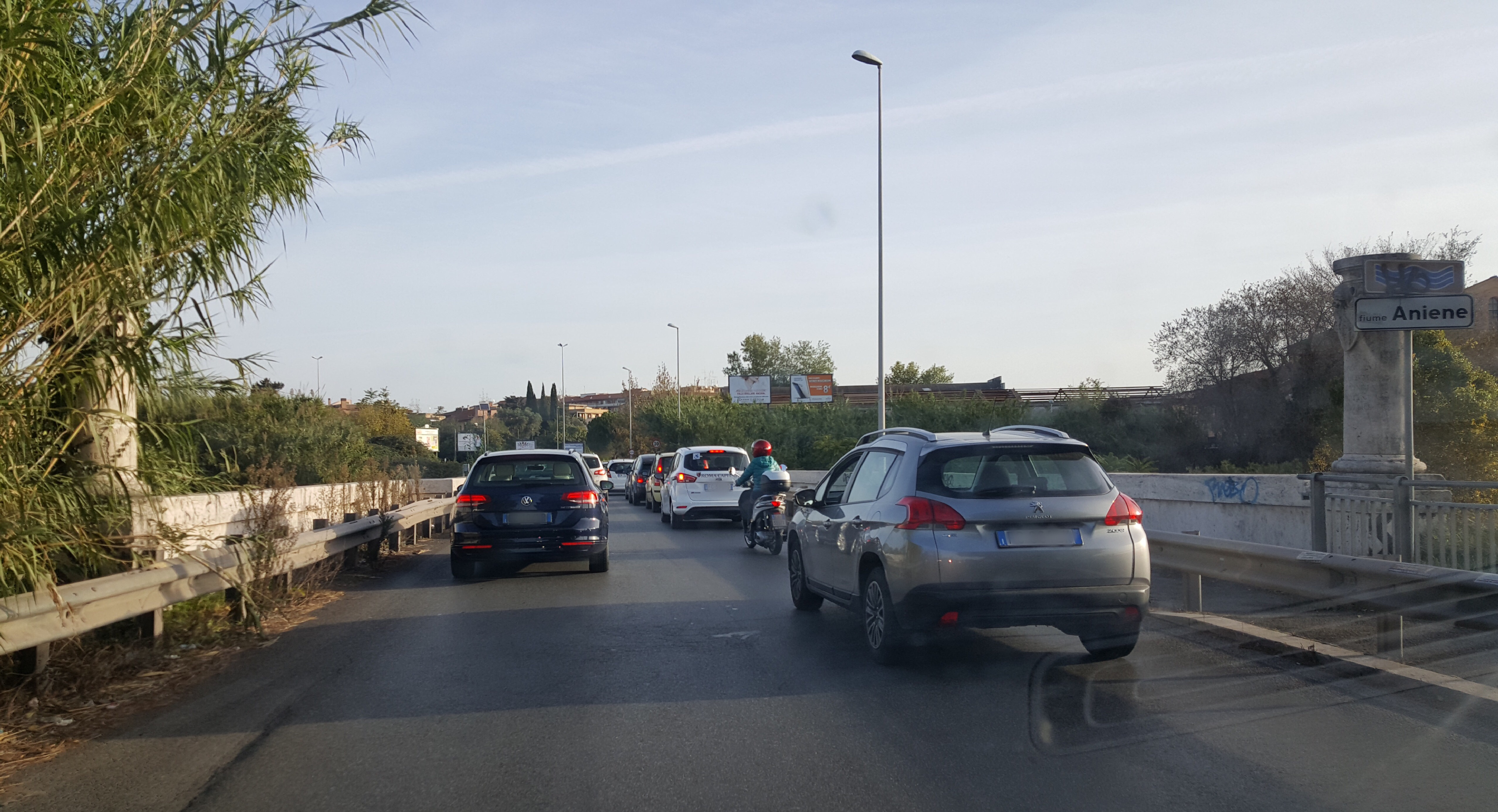
Ponte Mammolo nel 2016. Si tratta del Ponte Mammolo costruito nel 1871

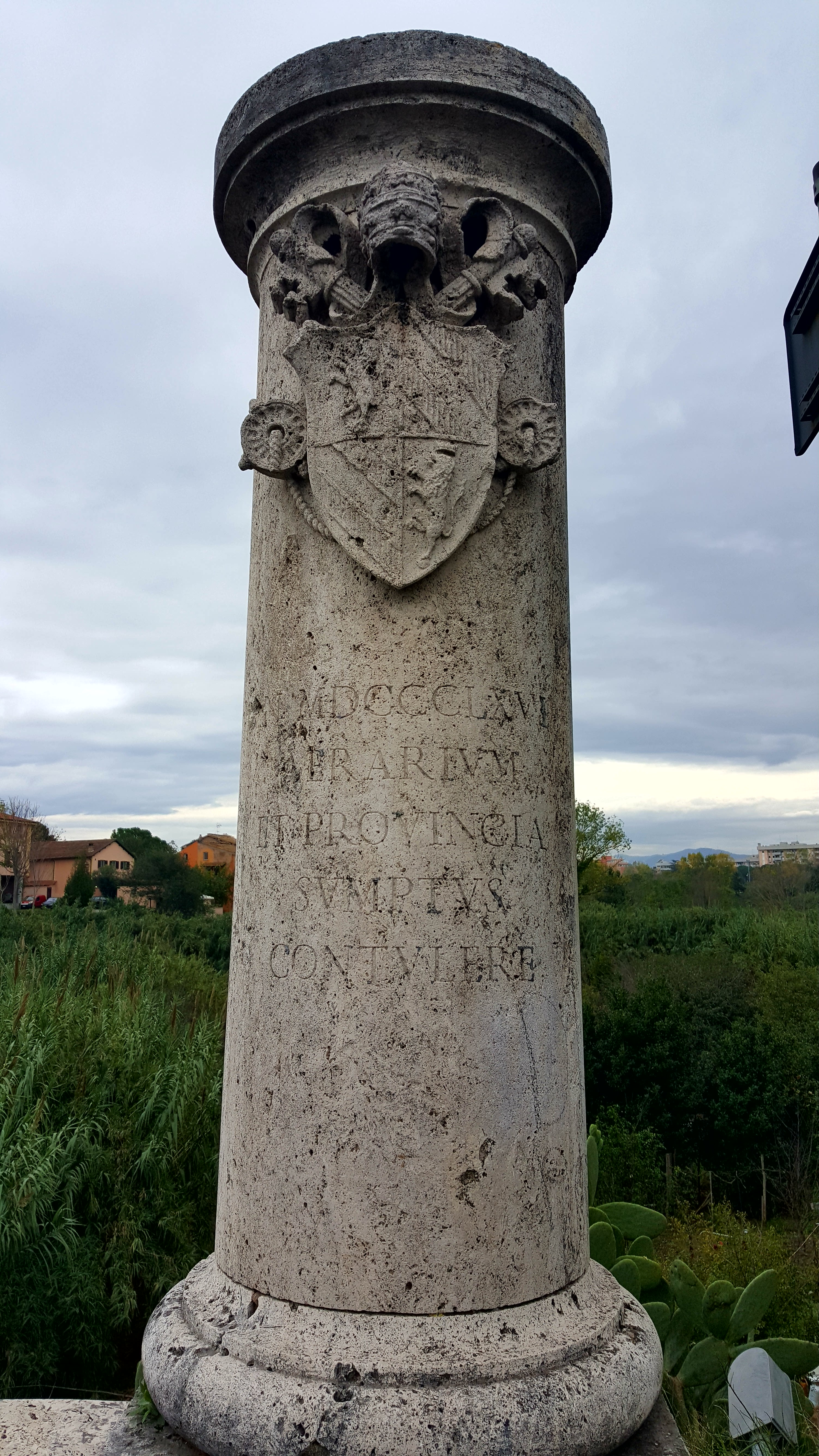
Colonna su Ponte Mammolo con iscrizione: "AN MDCCCLXVI AERARIUM ET PROVINCIA SUMPTUS CONTULERE"

Il nome antico era Pons Mammeus o Pons Mammi attribuitogli per via del restauro voluto da Giulia Mamea, madre di Alessandro Severo, oppure derivato da marmoreus, perché il ponte era ricoperto di travertino.
Originariamente era costituito da 2-3 arcate di cui la centrale più grande delle laterali, in opera quadrata di tufo e travertino; a lato del ponte è stata rinvenuta una banchina, sulla quale si sono poi impostate strutture medievali. Una tradizione vuole che su questo ponte passò Annibale durante il suo avvicinamento all'Urbe. Nel VI secolo fu distrutto da Totila durante la guerra gotica, e successivamente ricostruito da Narsete.
Secondo i disegni del catasto Alessandrino il ponte medievale era protetto da torrioni. Nel 1111 sul ponte o nei pressi avvenne l'incontro tra l'imperatore Enrico V e papa Pasquale II durante la lotta per le investiture. Nel 1133 papa Innocenzo II passò di qui al ritorno dalla Francia, accompagnato da Lotario II con la moglie Richenza. Con una bolla del 1363 vi fu concesso il passaggio di carri e la numeratio pecudum. Per la sua posizione strategica, fu occupato nel 1433 da Antonio da Pontedera, genero di Niccolò Fortebraccio, e nel 1485 da Paolo Orsini.
Nel 1849 fu fatto saltare dai francesi (o secondo altre ipotesi da Giuseppe Garibaldi) durante l'assedio della Repubblica Romana e abbandonato, lasciandone solo i ruderi attualmente visibili su via degli Alberini, sui cui piloni passa oggi l'acquedotto dell'Acqua Marcia.
Il nuovo ponte venne edificato 400 metri più a valle da papa Pio IX nel 1853 rettificando la via Tiburtina, e dopo che nel 1867 in occasione della battaglia di Mentana fu fatto saltare di nuovo, venne ricostruito e inaugurato nel 1871. Fra il 1879 e il 1934 sul ponte passava la tranvia Roma-Tivoli.
Negli anni '90 fu costruito un ponte gemello per consentire il doppio senso di marcia separato. Ponte Mammolo ha dato il nome all'omonimo quartiere ed all'omonima fermata della metropolitana.